# كريستيان يرفينن
كريستيان يرفينن (بالفنلندية: Kristian Järvinen)‏ هو لاعب هوكي الجليد فنلندي، ولد في 29 يوليو 1992 في توركو في فنلندا.

## وصلات خارجية
- كريستيان يرفينن على موقع EliteProspects.com (الإنجليزية)
- كريستيان يرفينن على موقع HockeyDB.com (الإنجليزية)